# Jean-Claude Van Geenberghe
Jean-Claude Van Geenberghe, auch: Jean-Claude Vangeenberghe (* 17. November 1962 in Kortrijk, Belgien; † 9. Mai 2009 in Donezk, Ukraine), war ein belgischer Springreiter mit ukrainischer Staatsbürgerschaft.
Der Belgier Van Geenberghe gewann 1993 und 1995 den Großen von Aachen. Er war belgischer Meister in den Jahren 1993, 1994 und 2003. 
Jean-Claude Van Geenberghe war dreimaliger Teilnehmer an Olympischen Sommerspielen und Weltmeisterschaften sowie sechsmal an Europameisterschaften. Seit 2005 startete er als ukrainischer Staatsbürger, unter anderem bei den Olympischen Sommerspielen 2008, wo er mit seinem Pferd Quintus Neunter im Einzelklassement wurde. 
Im Mai 2009 starb Van Geenberghe im Alter von 46 Jahren aus bisher ungeklärten Gründen.